# Landesgericht Innsbruck
Das Landesgericht Innsbruck (kurz: LG Innsbruck) ist eines von 20 Landesgerichten in Österreich. Es ist für das Bundesland Tirol zuständig. Es befindet sich zusammen mit dem Oberlandesgericht Innsbruck in den Gebäuden Maximilianstraße 4 und Schmerlingstraße 1 (Altbau). Im Altbau befindet sich außerdem auch die Oberstaatsanwaltschaft Innsbruck und Staatsanwaltschaft Innsbruck.

## Geschichte
Die Gründung des Landesgerichts Innsbruck geht auf das Jahr 1849 zurück, in dem die Landes-Gerichts-Einführungs-Kommission neue Gerichts- und Landgerichtsbezirke schuf. Das Landesgericht Innsbruck war bei seiner Gründung für den Kreis Innsbruck zuständig, weitere Landesgerichte im Kronland Tirol und Vorarlberg hatten ihren Sitz in Trient, Roveredo, Bozen und Feldkirch.
Grundlage für die Gerichtsorganisation ist die 1898 in Kraft getretene Jurisdiktionsnorm.

## Zuständigkeit
Als Landesgericht obliegt ihm in zweiter Instanz die Behandlung der Rechtsmittel gegen Entscheidungen der Bezirksgerichte. Grundsätzlich ist es für Zivilsachen bei einem 15.000 € übersteigenden Streitwert in erster Instanz zuständig. Bestimmte Rechtssachen fallen jedoch unabhängig vom Streitwert in die Zuständigkeit der Bezirksgerichte. Für Strafsachen ist es in erster Instanz zuständig, wenn die Strafandrohung über einem Jahr liegt. Bestimmte Strafsachen fallen auch bei geringerer Strafdrohung in seine Zuständigkeit.
Das Landgericht ist räumlich für die Gerichtsbezirke Hall in Tirol, Imst, Innsbruck, Kitzbühel, Kufstein, Landeck, Lienz, Rattenberg, Reutte, Schwaz, Silz, Telfs und Zell am Ziller zuständig. Heute aufgelöste Gerichtsbezirke waren Fügen, Hopfgarten, Matrei in Osttirol, Mieders, Nauders, Ried in Tirol, Sillian und Steinach.
Rechtsmittelinstanz für Entscheidungen des Landesgerichtes Innsbruck ist das Oberlandesgericht Innsbruck.

## Gebäude

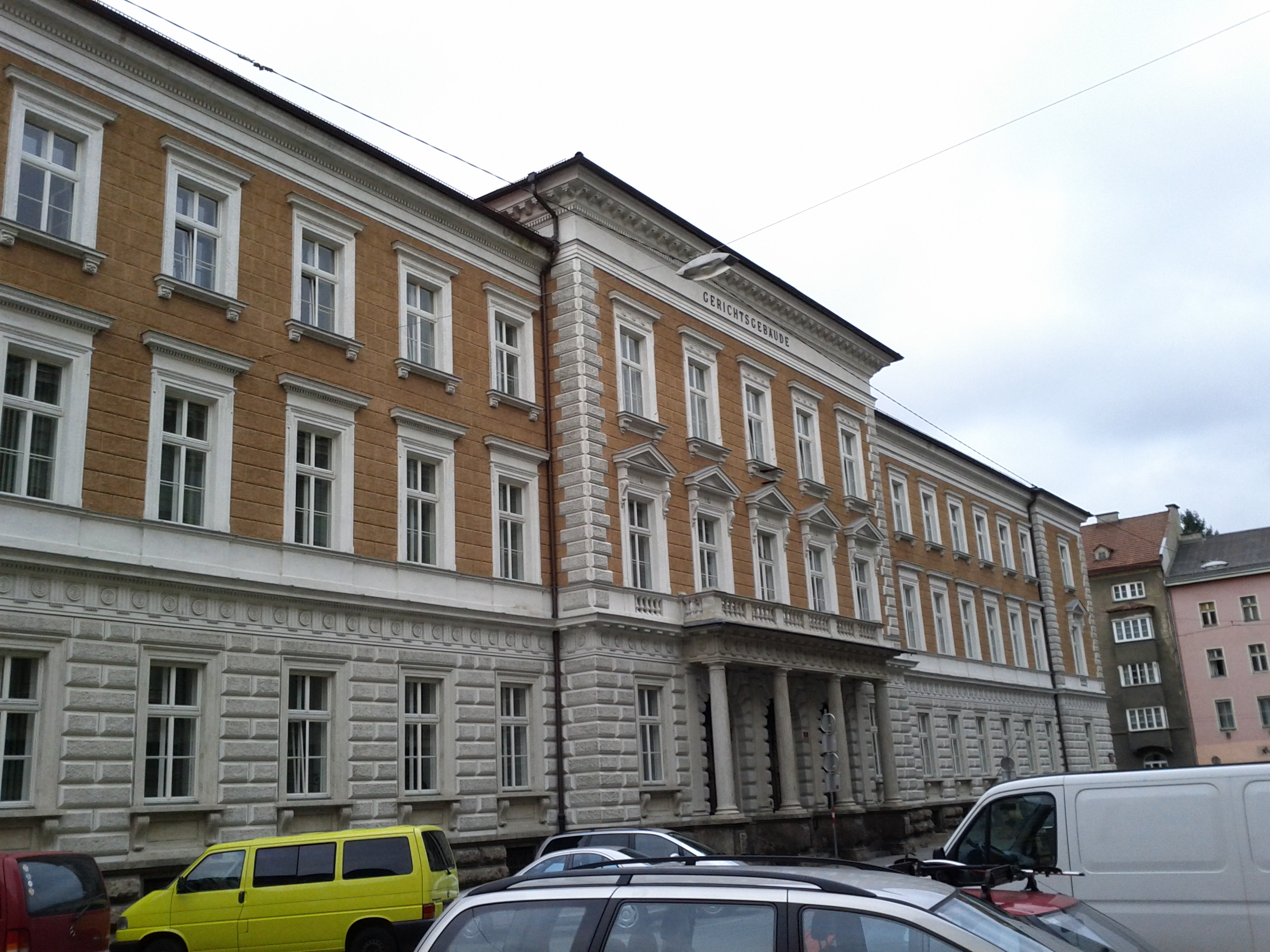
Altbau

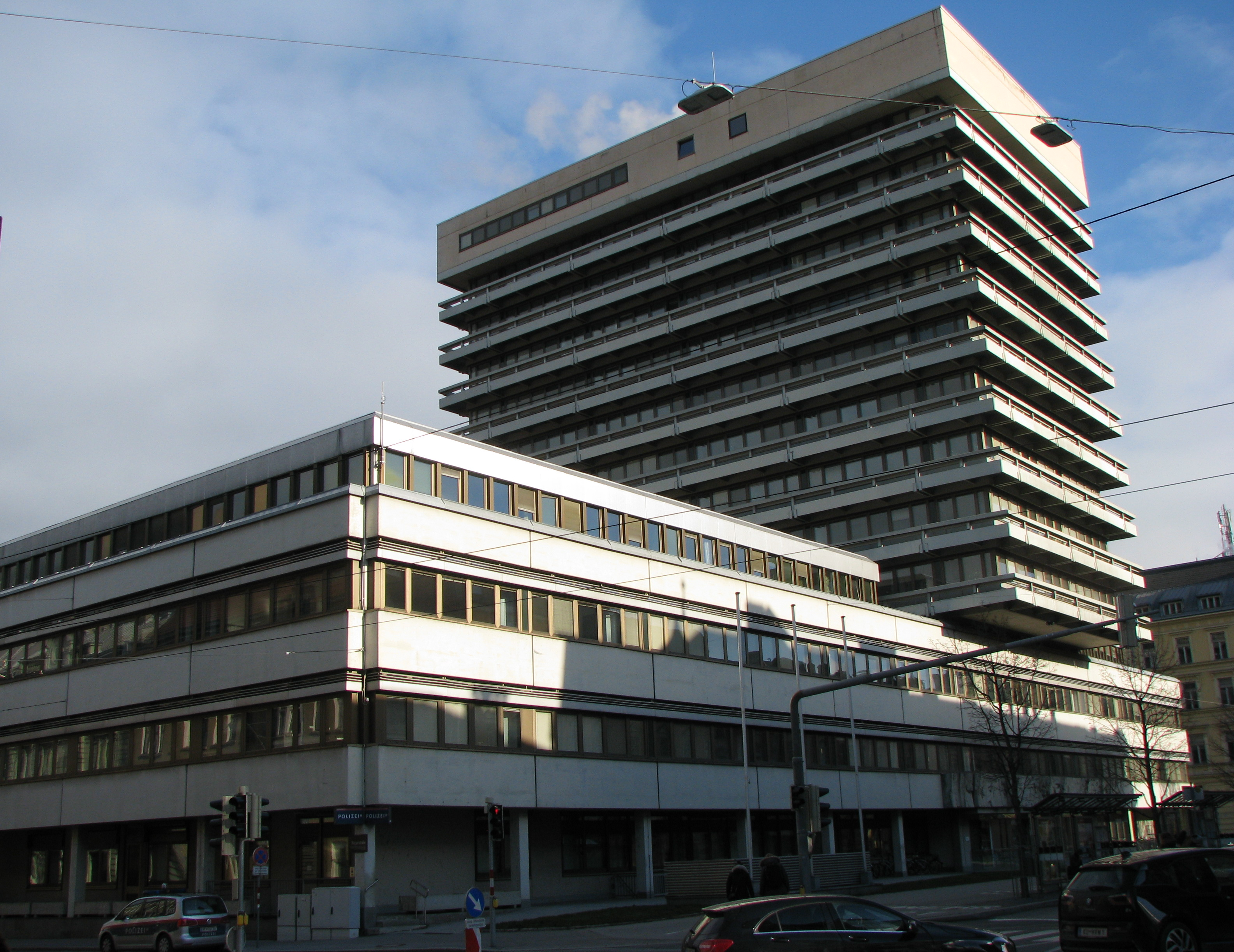
Neubau

Das Gerichtsgebäude wurde von 1884 bis 1887 nach Plänen von Joseph Winterhalder unter der Leitung des Baumeisters Anton Fritz sen. erbaut und nach Bombenschäden von 1945 bis 1950 unter Leitung von Hans Feßler wiederhergestellt. Der dreigeschoßige Neorenaissance-Bau umschließt mit vier Flügeln einen Innenhof. Die Hauptfassade, die die gesamte Länge der Schmerlingstraße einnimmt, weist einen walmdachgedeckten Mittelrisalit auf. Dessen drei mittlere Achsen nimmt ein monumentaler Portalvorbau mit kannelierten Säulen und darüberliegendem Steinbalkon ein. Der durch ein Gesims abgeschlossene Sockelbereich ist in Steinrustika, das restliche Erdgeschoß in Putzrustika gestaltet. Über dem Erdgeschoß verläuft ein antikisierender Fries. Die Obergeschoße sind mit Putzquaderfugen gegliedert, die Fenster sind profiliert und gerahmt. Das Treppenhaus springt an der Hofseite vor. Der ehemalige Verhandlungssaal im zweiten Obergeschoß ist mit einem Spiegelgewölbe und einer geschichteten Pilasterordnung versehen. Das denkmalgeschützte Gebäude zählt zu den bedeutendsten historistischen Monumentalbauten Innsbrucks.
Von 1969 bis 1973 wurde auf dem südlich anschließenden Areal des ehemaligen Gefangenenhauses ein zwölfstöckiger Neubau nach Plänen von Charlotte und Karl Pfeiler errichtet. In dem von der Maximilianstraße aus erschlossenen Gebäude ist heute ein Großteil der Gerichtsräumlichkeiten untergebracht. Über einem rechteckigen Sockelbau mit vier Geschoßen und zwei Innenhöfen erhebt sich das um 90 Grad gedrehte und leicht nach Osten versetzte Hochhaus. An der Nordseite ist das Gebäude durch einen schmalen Brückenbau mit dem Altbau verbunden. Die Gebäudeteile sind auf allen Seiten durch Betonfertigteile, umlaufende Fensterbänder mit vertikaler Gliederung und umlaufende Balkone gestaltet. Der Eingangsbereich an der Maximilianstraße wurde 1972 nach einem gewonnenen Wettbewerb von Claudius Molling gestaltet. Über dem Hauptportal befindet sich ein Fries aus Beton, das mit Steinen aus der Melach durchsetzt ist und das Recht darstellt, das sich immer wieder ändern und angepasst werden muss. Die Bronzetüren sind nach derselben Idee gestaltet.